# داني كانون
داني كانون (بالإنجليزية: Danny Cannon)‏ هو مخرج منفذ ولاعب كرة قدم وكاتب سيناريو ومخرج بريطاني، ولد في 1968 في لوتن في المملكة المتحدة. لعب مع Hollywood United F.C. ‏.

## وصلات خارجية
- داني كانون على موقع IMDb (الإنجليزية)
- داني كانون على موقع ألو سيني (الفرنسية)
- داني كانون على موقع أول موفي (الإنجليزية)
- داني كانون على موقع قاعدة بيانات الأفلام السويدية (السويدية)
- داني كانون على موقع إن إن دي بي (الإنجليزية)
- داني كانون على موقع قاعدة بيانات الفيلم (الإنجليزية)
- داني كانون على موقع كينوبويسك (الروسية)